# Novoveská draha
Novoveská draha je přírodní památka ev. č. 1351, která se nachází na severním okraji Nové Vsi u Nepomuka v okrese Plzeň-jih. Podél východního okraje památky prochází polní cesta, po které se dá kolem památky projet na kole. Správa AOPK Plzeň. Západně od této památky se nachází další přírodní památka nazvaná Vojovická draha.
Důvodem ochrany je mozaika lučních, vřesových a mokřadních společenstev na drahách, na kterých se vyskytují vzácné rostliny a živočichové. Současně památku tvoří i menší vodní plocha a bezejmenný potok, který na území památky pramení. Z chráněných rostlin se zde vyskytuje kosatec sibiřský (Iris sibirica), hořec hořepník (Gentiana pneumonanthe), srpice barvířská (Serratula tinctoria), kociánek dvoudomý (Antennaria dioica) a prstnatec májový (Dactylorhiza majalis). Chráněné živočichy pak zastupuje skokan zelený (Pelophylax esculentus), ještěrka obecná (Lacerta agilis Linnaeus), užovka obojková (Natrix natrix) a ťuhýk obecný (Lanius collurio). Podloží památky tvoří muskovito-biotitické granodiority, které na povrch vystupují ve formě granodioritových balvanů.
V rámci ochrany památky dochází k pravidelnému vyřezávání náletových dřevin a k pastvě ovcí, které mají pozitivní dopad na přežívání vzácného společenstva rostlin.

## Galerie

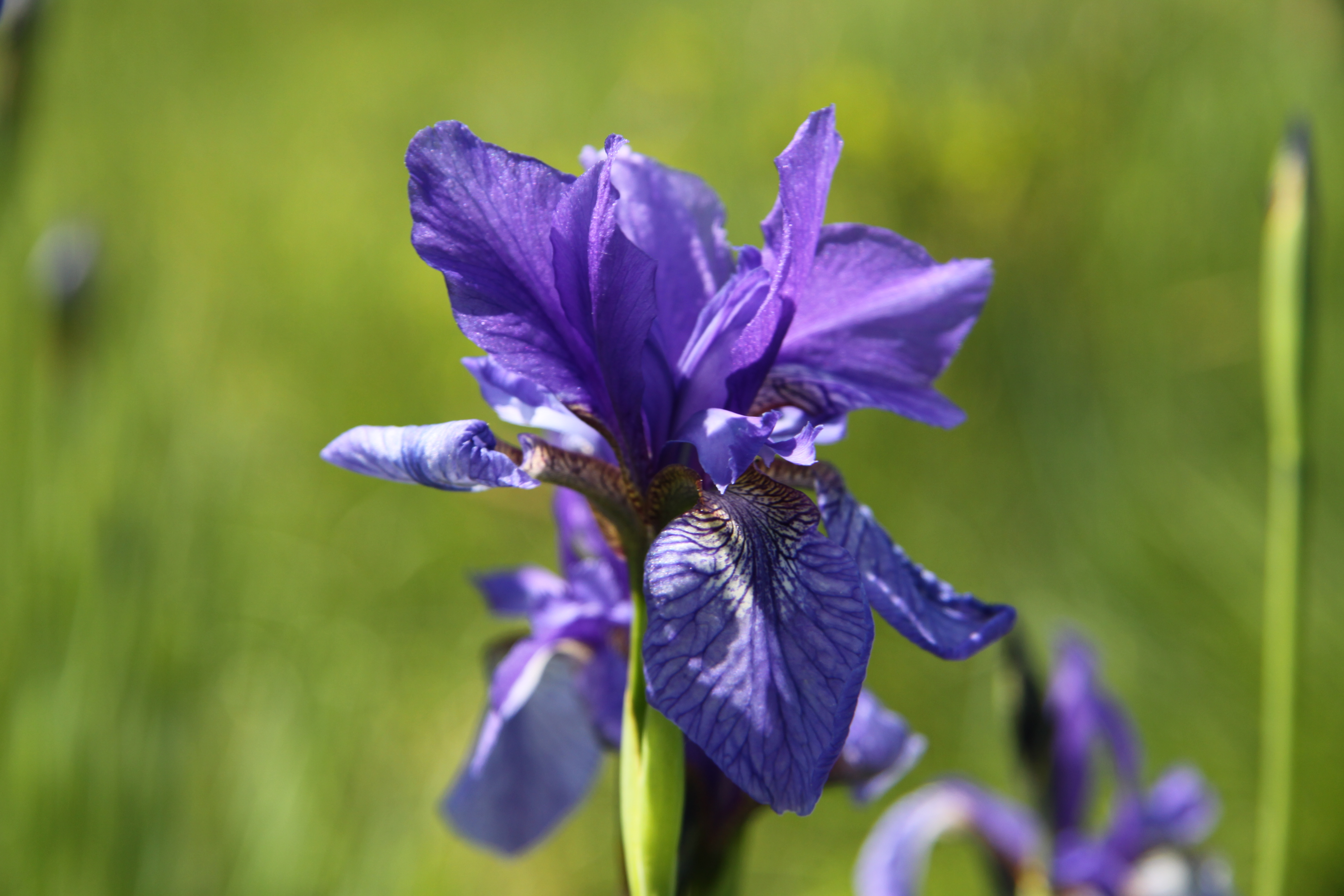
Detailní pohled na květ kosatce sibiřského
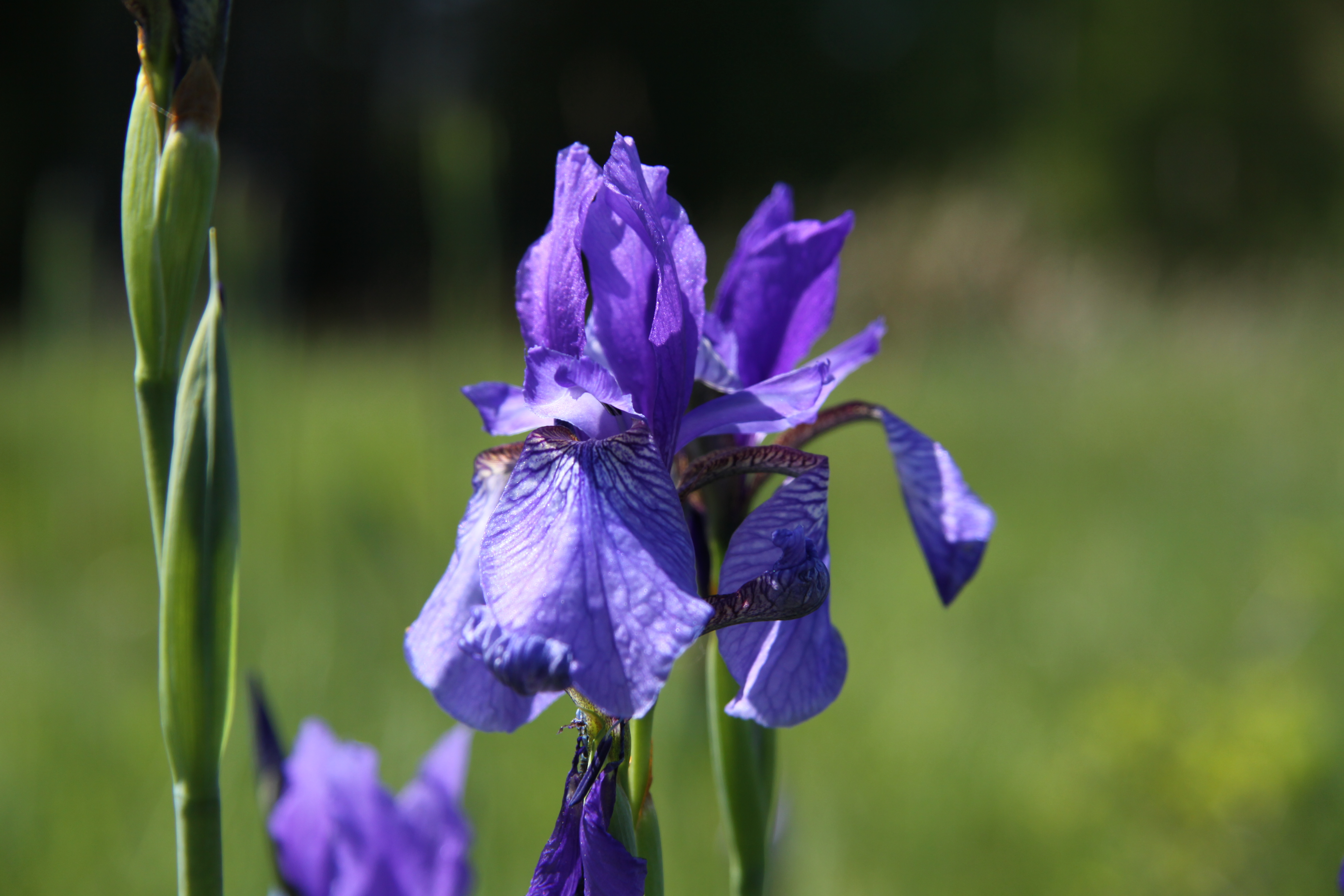
Jiný detail
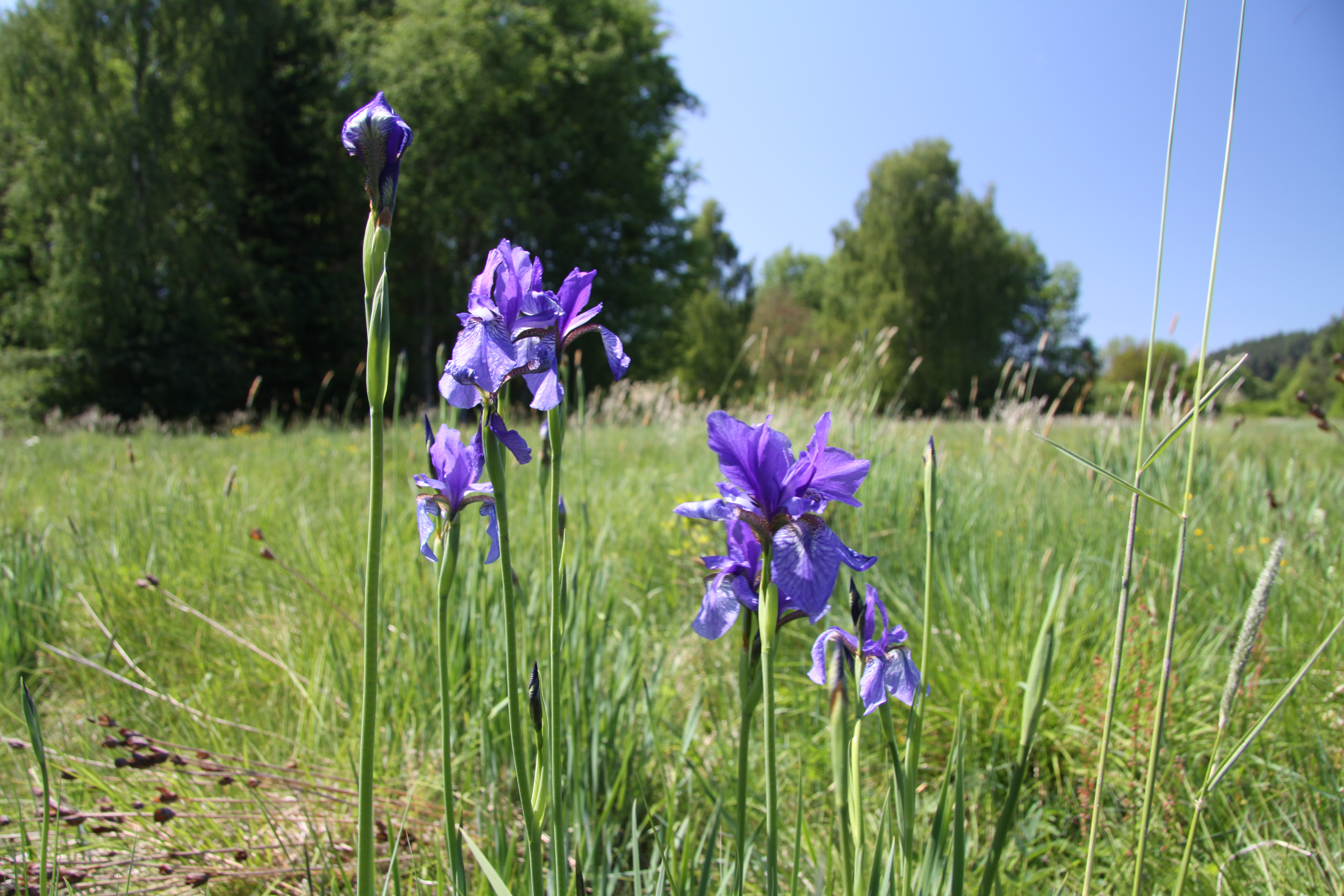
Několik květů s ještě nekvetoucími jedinci
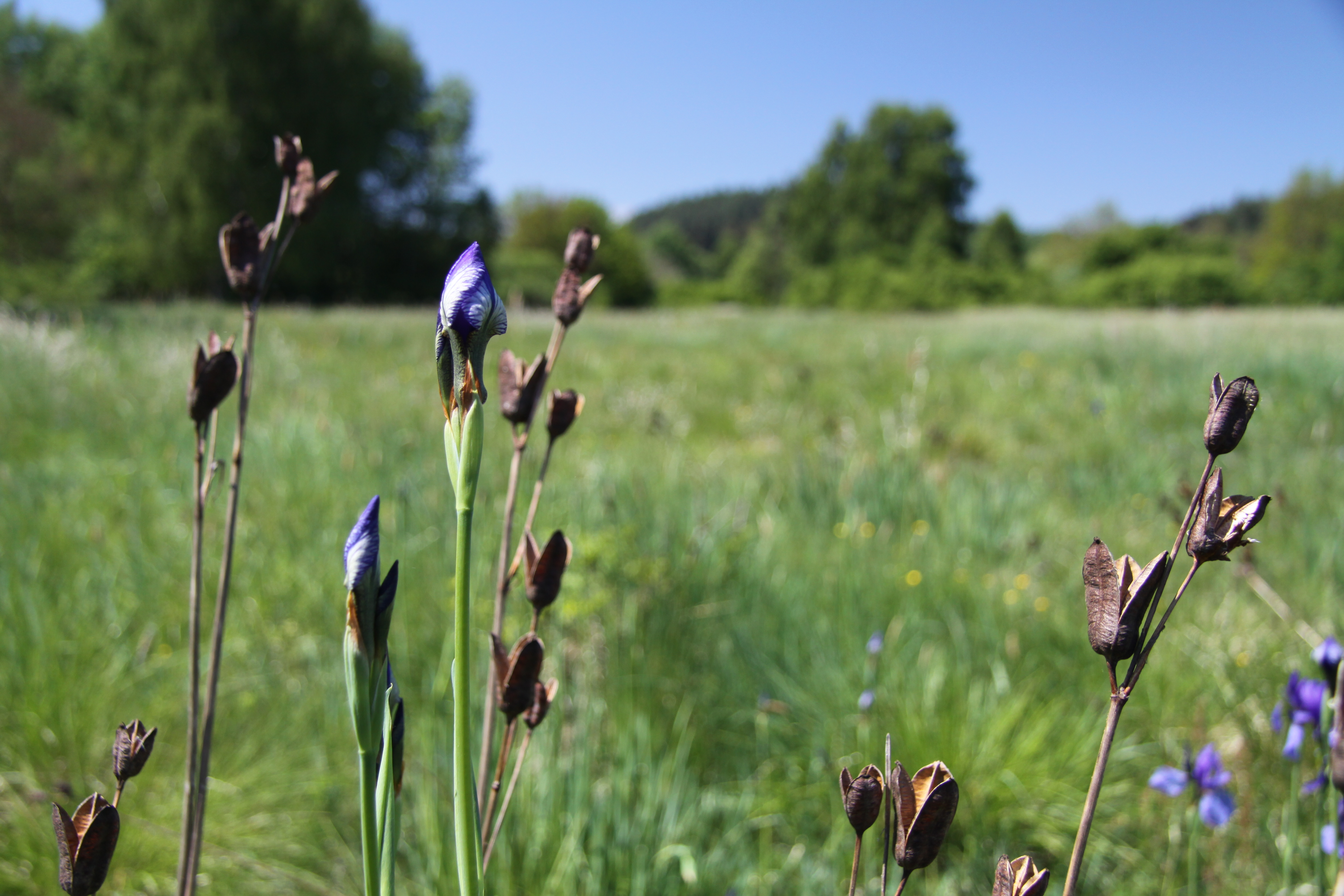
Uschlé loňské tobolky kosatce